# Coupe d'Allemagne féminine de football 2001-2002
Navigation
Édition précédente Édition suivante
Le DFB-Pokal Frauen 2001-2002 est la vingt-deuxième édition de la Coupe d'Allemagne féminine.
Il s'agit d'une compétition à élimination directe ouverte aux vainqueurs des coupes de chaque fédération régionale et des clubs de la  Bundesliga féminine. Elle est organisée par la Fédération allemande de football (DFB).
La finale a lieu le 11 mai 2002 au stade olympique de Berlin. Le 1.FFC Francfort remporte sa quatrième Coupe d'Allemagne.

## Format
Les équipes participantes sont les vainqueurs des coupes des fédérations régionales et toutes les équipes ayant participé à la Bundesliga féminine en 2000-2001, soit 11 équipes, et les promus pour la saison 2000-2001 (deux équipes).
La compétition se joue sur un match, en cas d'égalité une séance de tirs au but a lieu. 
La finale se joue le 11 mai 2002 en lever de rideau de la finale masculine.

## Demi-finales
| Equipe 1      | Equipe 2               | Score |
| ------------- | ---------------------- | ----- |
| FSV Francfort | 1.FFC Francfort        | 0 - 4 |
| Hambourg SV   | 1. FFC Turbine Potsdam | 3 - 2 |

## Finale
| 11 mai 2002 | 1.FFC Francfort | 5 - 0   | Hambourg SV | Stade olympique de Berlin, Berlin |                      |
|             |                 | (2 - 0) |             | Spectateurs : 20 000              | Spectateurs : 20 000 |

- Le 1.FFC Francfort remporte sa quatrième Coupe d'Allemagne[2].